# Северный полюс-35
Северный полюс-35 (СП-35) — российская научно-исследовательская дрейфующая станция. Открыта в Международный полярный день — 21 сентября 2007 года.
Первоначальное положение — на широте мыса Арктический архипелага Северная Земля на удалении 104,6 км к востоку. Первоначальный размер льдины — 5 на 3,3 километра, средняя толщина льда — 1,5 метра. Работа СП-35 проходит в рамках третьего этапа экспедиции «Арктика-2007».
28 ноября, в 07:34 мск через метеоплощадку прошла трещина, в результате обрыва оттяжки упала метеомачта. Никто из полярников не пострадал. Со дня открытия станции к этому моменту дрейф составил 604 км.
К новому году дрейф станции составил 860 км. Всего Новый год на станции встретил 21 человек, среди них один учёный из Германии. Полярников от белых медведей охраняли две дворняжки.
22 июля 2008 года пресс-служба Арктического и антарктического научно-исследовательского института сообщила об успешном завершении операций по снятию дрейфующей станции СП-35.